# Coppa del mondo di triathlon del 2000
La Coppa del mondo di triathlon del 2000 (X edizione) è consistita in una serie di dieci gare.
Tra gli uomini ha vinto il kazako Dmitriy Gaag. Tra le donne si è aggiudicata la coppa del mondo l'australiana Michellie Jones.

## Risultati

### Classifica generale

#### Élite Uomini
| Pos. | Nome            | Paese         |
| ---- | --------------- | ------------- |
|      | Dmitriy Gaag    | Kazakistan    |
|      | Hamish Carter   | Nuova Zelanda |
|      | Simon Whitfield | Canada        |
| 4    | Peter Robertson | Australia     |
| 5    | Craig Walton    | Australia     |
| 6    | Iván Raña       | Spagna        |
| 7    | Olivier Marceau | Francia       |
| 8    | Shane Reed      | Nuova Zelanda |
| 9    | Martin Krňávek  | Rep. Ceca     |
| 10   | Greg Bennett    | Australia     |

#### Élite donne
| Pos. | Nome                | Paese       |
| ---- | ------------------- | ----------- |
|      | Michellie Jones     | Australia   |
|      | Carol Montgomery    | Canada      |
|      | Siri Lindley        | Stati Uniti |
| 4    | Brigitte McMahon    | Svizzera    |
| 5    | Rina Hill           | Australia   |
| 6    | Stephanie Forrester | Regno Unito |
| 7    | Barbara Lindquist   | Stati Uniti |
| 8    | Machiko Nakanishi   | Giappone    |
| 9    | Nicole Hackett      | Australia   |
| 10   | Sharon Donnelly     | Canada      |

### La serie
Rio de Janeiro - Brasile 
26 marzo 2000
| Pos. | Uomini             | Uomini     | Uomini   | Donne               | Donne       | Donne    |
| Pos. | Atleta             | Paese      | Tempo    | Atleta              | Paese       | Tempo    |
| ---- | ------------------ | ---------- | -------- | ------------------- | ----------- | -------- |
|      | Dmitriy Gaag       | Kazakistan | 01:44:30 | Carol Montgomery    | Canada      | 01:57:37 |
|      | Simon Whitfield    | Canada     | 01:44:54 | Stephanie Forrester | Regno Unito | 01:58:42 |
|      | Andriy Glushchenko | Ucraina    | 01:44:56 | Carla Moreno        | Brasile     | 01:59:00 |

Isola di Hawaii - Stati Uniti d'America 
1º aprile 2000
| Pos. | Uomini        | Uomini        | Uomini   | Donne           | Donne       | Donne    |
| Pos. | Atleta        | Paese         | Tempo    | Atleta          | Paese       | Tempo    |
| ---- | ------------- | ------------- | -------- | --------------- | ----------- | -------- |
|      | Hamish Carter | Nuova Zelanda | 01:51:58 | Michellie Jones | Australia   | 02:02:04 |
|      | Rob Barel     | Paesi Bassi   | 01:53:06 | Anja Dittmer    | Germania    | 02:02:41 |
|      | Levi Maxwell  | Australia     | 01:53:41 | Joanna Zeiger   | Stati Uniti | 02:02:51 |

Ishigaki - Giappone 
9 aprile 2000
| Pos. | Uomini              | Uomini    | Uomini   | Donne         | Donne     | Donne    |
| Pos. | Atleta              | Paese     | Tempo    | Atleta        | Paese     | Tempo    |
| ---- | ------------------- | --------- | -------- | ------------- | --------- | -------- |
|      | Courtney Atkinson   | Australia | 01:48:06 | Rina Hill     | Australia | 02:01:40 |
|      | Johannes Enzenhofer | Austria   | 01:48:14 | Haruna Hosoya | Giappone  | 02:02:25 |
|      | Takumi Obara        | Giappone  | 01:48:17 | Akiko Hirao   | Giappone  | 02:02:28 |

Sydney - Australia 
16 aprile 2000
| Pos. | Uomini                 | Uomini    | Uomini   | Donne                   | Donne     | Donne    |
| Pos. | Atleta                 | Paese     | Tempo    | Atleta                  | Paese     | Tempo    |
| ---- | ---------------------- | --------- | -------- | ----------------------- | --------- | -------- |
|      | Peter Robertson        | Australia | 01:49:32 | Michellie Jones         | Australia | 02:02:29 |
|      | Stefan Vuckovic        | Germania  | 01:49:58 | Brigitte Mcmahon        | Svizzera  | 02:02:39 |
|      | Volodymyr Polikarpenko | Ucraina   | 01:50:09 | Magali Di Marco Messmer | Svizzera  | 02:02:45 |

Toronto - Canada 
8 luglio 2000
| Pos. | Uomini            | Uomini      | Uomini   | Donne              | Donne       | Donne    |
| Pos. | Atleta            | Paese       | Tempo    | Atleta             | Paese       | Tempo    |
| ---- | ----------------- | ----------- | -------- | ------------------ | ----------- | -------- |
|      | Simon Lessing     | Regno Unito | 01:46:40 | Carol Montgomery   | Canada      | 01:56:19 |
|      | Gilberto Gonzalez | Venezuela   | 01:45:56 | Sharon Donnelly    | Canada      | 01:56:36 |
|      | Dmitriy Gaag      | Kazakistan  | 01:47:02 | Jennifer Gutierrez | Stati Uniti | 01:57:41 |

Tokyo - Giappone 
16 luglio 2000
| Pos. | Uomini        | Uomini        | Uomini   | Donne                  | Donne     | Donne    |
| Pos. | Atleta        | Paese         | Tempo    | Atleta                 | Paese     | Tempo    |
| ---- | ------------- | ------------- | -------- | ---------------------- | --------- | -------- |
|      | Chris Hill    | Australia     | 01:48:23 | Rina Hill              | Australia | 02:03:03 |
|      | Miles Stewart | Australia     | 01:48:56 | Yukie Koumegawa        | Giappone  | 02:03:18 |
|      | Kris Gemmell  | Nuova Zelanda | 01:49:34 | Pilar Hidalgo Iglesias | Spagna    | 02:03:31 |

Corner Brook - Canada 
30 luglio 2000
| Pos. | Uomini            | Uomini    | Uomini   | Donne             | Donne       | Donne    |
| Pos. | Atleta            | Paese     | Tempo    | Atleta            | Paese       | Tempo    |
| ---- | ----------------- | --------- | -------- | ----------------- | ----------- | -------- |
|      | Craig Walton      | Australia | 01:55:52 | Barbara Lindquist | Stati Uniti | 02:10:55 |
|      | Simon Whitfield   | Canada    | 01:56:05 | Joanna Zeiger     | Stati Uniti | 02:12:31 |
|      | Gilberto Gonzalez | Venezuela | 01:56:13 | Marie Overbye     | Danimarca   | 02:12:41 |

Tiszaújváros - Ungheria 
6 agosto 2000
| Pos. | Uomini         | Uomini        | Uomini   | Donne               | Donne       | Donne    |
| Pos. | Atleta         | Paese         | Tempo    | Atleta              | Paese       | Tempo    |
| ---- | -------------- | ------------- | -------- | ------------------- | ----------- | -------- |
|      | Martin Krňávek | Rep. Ceca     | 01:45:29 | Loretta Harrop      | Australia   | 01:54:42 |
|      | Shane Reed     | Nuova Zelanda | 01:46:03 | Siri Lindley        | Stati Uniti | 01:55:16 |
|      | Csaba Kuttor   | Ungheria      | 01:46:10 | Stephanie Forrester | Regno Unito | 01:56:52 |

Losanna - Svizzera 
12 agosto 2000
| Pos. | Uomini        | Uomini        | Uomini   | Donne            | Donne       | Donne    |
| Pos. | Atleta        | Paese         | Tempo    | Atleta           | Paese       | Tempo    |
| ---- | ------------- | ------------- | -------- | ---------------- | ----------- | -------- |
|      | Andrew Johns  | Regno Unito   | 01:52:35 | Siri Lindley     | Stati Uniti | 02:05:22 |
|      | Hamish Carter | Nuova Zelanda | 01:52:40 | Brigitte Mcmahon | Svizzera    | 02:05:58 |
|      | Craig Watson  | Nuova Zelanda | 01:52:44 | Michellie Jones  | Australia   | 02:06:32 |

Cancún - Messico 
5 novembre 2000
| Pos. | Uomini                 | Uomini      | Uomini   | Donne                  | Donne       | Donne    |
| Pos. | Atleta                 | Paese       | Tempo    | Atleta                 | Paese       | Tempo    |
| ---- | ---------------------- | ----------- | -------- | ---------------------- | ----------- | -------- |
|      | Oscar Galindez         | Argentina   | 01:44:12 | Siri Lindley           | Stati Uniti | 01:57:52 |
|      | Matthew Reed           | Stati Uniti | 01:44:52 | Ana Burgos Acuña       | Spagna      | 01:58:34 |
|      | Hektor Llanos Burguera | Spagna      | 01:45:00 | Pilar Hidalgo Iglesias | Spagna      | 02:00:21 |